# Doxa Katokopia
Doxa Katokopia (griechisch Δόξα Κατωκοπιάς) ist ein zyprischer Fußballverein aus Katokopia bei Nikosia und spielt derzeit in der ersten zypriotischen Liga. Nach der türkischen Besetzung 1974 lag der Ort im türkischen Teil der Insel und der Verein siedelte in das nahegelegene Peristerona.

## Geschichte
Doxa (übersetzt „Ruhm“) wurde 1954 gegründet. Zum ersten Mal gelang es ihm 1998 in die zypriotische erste Division aufzusteigen, als Vorletzter stiegen sie aber gleich wieder ab. Nach dem Wiederaufstieg 2000 erreichten sie den elften Platz und konnten sich in der höchsten Spielklasse halten. Bis 2007 kam es immer wieder zu Auf- und Abstieg, wobei in der Saison 2003/04 nur ein Sieg in 26 Spielen gelang. 2007 gelang der Wiederaufstieg, seitdem gehören sie – mit einer Unterbrechung in der Saison 2011/12 – der ersten Liga an. Ihre Heimspiele tragen sie seither im Makario-Stadion in Nikosia und nicht im heimischen Peristerona-Stadion aus. Seit November 2012 wird das Team von Loukas Hadjiloukas trainiert, der in den 1990er Jahren 26 Länderspiele für die Republik Zypern absolvierte.

## Ehemalige Spieler
| Zypern - Georgios Eleftheriou - Evagoras Hadjifrangiskou - Giorgos Ioannidis - Andreas Mavris - Nikolas Nicolaou - Loukas Stylianou - Kyriacos Polykarpou Angola - Frederico de Castro Roque dos Santos - Hélder Neto Belgien - Fangio Buyse Brasilien - David Pereira da Costa - Edmar Lacerda da Silva - Rodrigo Rodrigues Ribeiro - Sérgio Luis Gardino da Silva Kamerun - Nicolas Dikoume Gambia - Mustapha Kamal N’Daw Griechenland - Giorgos Kostis - Dimitris Rizos - Lazaros Semos | Ungarn - Dániel Sibalin Nigeria - Rasheed Alabi - Lewis Aniweta - Joseph Nwafor Polen - Piotr Kluzek Portugal - Carlos André - João Paulo - Rui Paulo Silva Júnior - Luís Filipe Baptista Torres - Renato João Inácio Margaça - Mário Silva - Milton Andrade Vaz Mendes - Nuno Rodrigues - Márcio Paiva - Pedro Duarte - Pedro Pereira - Rui Andrade - Carlos Manuel Dias Saavedra Serbien - Nemanja Mijailović - Zoran Milinković - Dejan Stefanov |